# Lilla Lomma
Lilla Lomma är ett område i tätorten Lomma i Lomma kommun. Före år 2010 klassade SCB Lilla Lomma som två separata småorter, men från och med år 2010 ingår båda delarna i Lomma.